# Grete Weil
Pour les articles homonymes, voir Weil.
Grete Weil (née Margarete Elisabeth Dispeker le 18 juillet 1906 à Rottach-Egern; morte le 14 mai 1999 à Grünwald/Munich) était une écrivaine allemande.

## Biographie
Grete Weil était issue d'une famille d'avocats juifs de la haute bourgeoisie munichoise. Elle rata le bac, le repassa à Francfort-sur-le-Main et étudia la littérature allemande à Munich, Berlin et Paris. En 1932 elle épousa Edgar Weill, dramaturge du théâtre Kammerspiele de Munich.
Après la prise du pouvoir par les nazis en 1933, Edgar Weil émigra aux Pays-Bas. Grete Weil acheva une formation de photographe à Munich et rejoignit son mari à Amsterdam en 1935. Elle y ouvrit un studio de photographie. Après l'occupation des Pays-Bas par l'armée allemande, Edgar Weil fut arrêté lors d'une rafle et déporté au camp de concentration de Mauthausen où il est mort en 1941. Grete Weil fut un temps employée par le Judenrat d'Amsterdam ; à partir du printemps 1943, elle vécut cachée, dans la clandestinité.
Grete Weil rentra en Allemagne en 1947. En 1960 elle épousa le metteur en scène Walter Jockisch et vécut avec lui jusqu'à la mort de ce dernier en 1970. Alors qu'elle avait écrit des textes déjà dans la période de clandestinité, elle se consacra dans les années 1960 surtout à la traduction. Elle a connu ses premiers succès en tant qu'auteure avec les romans "Tramhalte Beethovenstraat" et "Meine Schwester Antigone". Les expériences des juifs allemands, en exil ou non, jouent un grand rôle dans les œuvres de Grete Weil ; plus tard elle se consacrera au problème de la vieillesse et à l'histoire de sa vie.

## Distinctions
Grete Weil, qui était membre du PEN club d'Allemagne a reçu les distinctions suivantes :
- Prix Wilhelmine Lübke (1980)
- Prix Tukan de la ville de Munich (1983)
- Prix frère et sœur Scholl (1988)
- Médaille Carl Zuckmayer (1995).

## Œuvres
- Ans Ende der Welt, Berlin 1949
- Boulevard Solitude, Mainz 1951
- Tramhalte Beethovenstraat, Wiesbaden 1963
- Happy, sagte der Onkel, Wiesbaden 1968
- Meine Schwester Antigone, Zürich [u. a.] 1980
- Generationen, Zürich [u. a.] 1983
- Der Brautpreis, Zürich [u. a.] 1988
- Spätfolgen, Zürich [u. a.] 1992
- Leb ich denn, wenn andere leben, Zürich [u. a.] 1998
- Erlebnis einer Reise, Zürich 1999
- Der weg zur Grenze, München 2022, premier roman traduit en français, Le chemin de la frontière, Paris, 2025

## Traductions
- Peter Blackmore: Original und zwei Kopien, Wiesbaden 1959
- Jeroen Brouwers: Versunkenes Rot, Zürich 1984
- Thomas Buchanan: Das Einhorn, Wiesbaden 1963
- Lawrence Durrell: Groddeck, Wiesbaden 1961
- John Hawkes: Die Leimrute, Wiesbaden 1964
- Maude Hutchins: Noels Tagebuch, Wiesbaden 1960
- David Walker: Schottisches Intermezzo, Wiesbaden 1959

## Source
- (de) Cet article est partiellement ou en totalité issu de l’article de Wikipédia en allemand intitulé « Grete Weil » (voir la liste des auteurs).